# Dug iz Baden Badena
Dug iz Baden Badena je jugoslovenski film u produkciji Radio-Televizije Srbije iz 2000. godine u trajanju od 85 minuta. Film je režirao Slobodan Ž. Jovanović, koji je i adaptirao tekst po drami Miodraga Đurđevića.

## Sadržaj
Ovo je priča o životu Dostojevskog koju priča njegova supruga Ana sada već starica od 73. godine. Ona priča o kockarskom dugu iz Baden Badena koji je Dostojevski imao kod Turgenjeva i koji je bio okosnica njihovog sukoba preko 15 godina sve do smrti Dostojevskog. Međutim, taj dug je bio samo povod. Pravi uzrok tog sukoba bio je drukčije prirode. Bio je to sukob dva gorostasa, dve filozofije, dve suprotne vizije o budućnosti Rusije. Kako se taj sukob završio pokazalo je vreme.

## Uloge
| Glumac                   | Uloga                         |
| ------------------------ | ----------------------------- |
| Nenad Jezdić             | Fjodor Mihajlovič Dostojevski |
| Jadranka Nanić Jovanović | Ana Gligorijevna Dostojevski  |
| Miodrag Milovanov        | Ivan Sergejevič Turgenjev     |
| Ivan Jagodić             | Ivan Aleksandrovič Gončarov   |
| Boris Komnenić           | Aleksandar Fjodorovič Oto     |

## Galerija
- Jadranka Nanić Jovanović kao Ana F. Dostojevski i Nenad Jezdić kao F.Dostojevski
- Nenad Jezdić kao F. Dostojevski i Miodrag Milovanov kao Ivan S.Turgenjev
- Boris Komnenić kao Aleksandar F. Oto, Jadranka Nanić Jovanović kao Ana F. Dostojevski i Nenad Jezdić kao F. Dostojevski
- Miodrag Milovanov kao Ivan S. Turgenjev
- Jadranka Nanić Jovanović kao Ana F. Dostojevski
- Jadranka Nanić Jovanović kao Ana F. Dostojevski i Nenad Jezdić kao F.M.Dostojevski

## Spoljašnje veze
- Dug iz Baden Badena на веб-сајту  (језик: енглески)
- Dug iz Baden Badena (2000) The Debt From Baden Baden (ceo film) на веб-сајту